# 雪男
雪男（ゆきおとこ）は、雪深い山中にいると言われている人とも獣ともつかないUMA（未確認動物）の総称である。
語源はイエティの英訳のabominable snowman（忌まわしき雪男）からきたものという説を、登山家の根深誠が唱えている。また、この他にも日本の妖怪で雪男という名称のものが存在する。富山県に伝わる、雪の降る夜に現れる大入道だという。
新潟県小千谷市には、良い子になっていないと大きな雪男が出てきてさらっていくという昔話がある。

## 概要
ヒマラヤ山脈のイエティ、ロッキー山脈のビッグフットなどを指すことが多い。日本国内では中国山地のヒバゴンも雪男とされる。なお、「雪男」と訳されるが、本来性別は限定されていない。また雪女は全く別物である。中国では「野人」と呼ばれる。それぞれの雪男の共通点として、人里離れた山奥に住む、全身毛むくじゃら、直立二足歩行するという特徴が挙げられる。体色については、白、茶色、灰色など諸説あり、共通認識とはなっていない。
目撃証言はあるが、ヒグマやハイイログマ（グリズリー）等の見間違いも多いとされている。それ以外の説としては、毛皮を着た猟師や猿人、ギガントピテクス（アジアに生息していた巨大類人猿の化石種）の生き残り、未発見の生物などが挙げられる。ゴリラがヨーロッパでは（ギリシア時代からの記録がありながら）19世紀末まで架空の生物だと思われていたという例もあるので、雪男についても実在を強く信じる人間は少なからずいる。
シェルパは雪男のことを見たものは病気で寝込んでしまう「イエティ」という死神として恐れてきた
一方、ヒマラヤ地域のシェルパが、ヒグマを「イエティ」と認知していたことが判明している（詳細は「イエティ」を参照）。ブータンで「雪男」を指すとされた「メギュ」、チベットでの「テモ」もヒグマを指す名称だった。
しかし、2011年にロシアのケメロヴォ州で開かれた雪男に関する国際会議では、ケメロヴォ州に95%の確率で実在するとの結論が出された。